# Марьяновка (Первомайский район)
Марья́новка (укр. Мар'янівка) — село в Первомайском районе Николаевской области Украины.
Основано в 1892 году. Население по переписи 2001 года составляло 103 человека. Почтовый индекс — 56312. Телефонный код — 5135. Занимает площадь 0,335 км².

## Местный совет
56312, Николаевская обл., Первомайский р-н, с. Доброжановка, ул. Ленина, 2а